# 대한민국헌정회
대한민국헌정회(大韓民國憲政會)는 전직 대한민국의 국회의원들로 이루어진 사단법인이다. 1991년에 제정된 「대한민국헌정회 육성법」에 따라 운영에 필요한 비용을 지급받고 있다. 서울특별시 영등포구 의사당대로 1 대한민국 국회 건물 내에 위치하고 있다.

## 연혁
- 1968년 7월 17일: 국회의원동우회 창립.[2]
- 1979년 12월 10일: 사단법인으로 등록.
- 1989년 2월 25일: 대한민국헌정회로 개칭.[3]
- 1994년 10월 24일: 보건사회부법인에서 국회법인으로 등록변경.

## 역대 회장
| 대수 | 이름           | 임기                   | 국회의원 대수                | 비고 |
| ---- | -------------- | ---------------------- | ---------------------------- | ---- |
| 초대 | 곽상훈(郭尙勳) | 1979년~1980년          | 제헌·2·3·4·5대 의원          |      |
| 2대  | 백낙준(白樂濬) | 1981년~1982년          | 제5대(참) 의원               |      |
| 3대  | 윤치영(尹致暎) | 1983년~1984년          | 제2·3·7대 의원               |      |
| 4대  | 윤치영(尹致暎) | 1985년~1986년          | 제2·3·7대 의원               |      |
| 5대  | 윤치영(尹致暎) | 1987년~1988년          | 제2·3·7대 의원               |      |
| 6대  | 홍창섭(洪昌燮) | 1989년~1990년          | 제2·3·8·9대 의원             |      |
| 7대  | 김주인(金周仁) | 1991년~1992년          | 제6·7·9·10대 의원            |      |
| 8대  | 김주인(金周仁) | 1993년~1994년          | 제6·7·9·10대 의원            |      |
| 9대  | 김원만(金元萬) | 1995년 2월~1995년 5월  | 제4·5·7·8·9대 의원           |      |
| 10대 | 김향수(金向洙) | 1997년 3월~1999년 5월  | 제4대 의원                   |      |
| 11대 | 채문식(蔡汶植) | 1999년 5월~2001년 4월  | 제8·9·10·11·12·13대 의원     |      |
| 12대 | 유치송(柳致松) | 2001년 4월~2003년 3월  | 제6·9·10·11·12대 의원        |      |
| 13대 | 장경순(張坰淳) | 2003년 4월~2005년 3월  | 제6·7·8·9·10대 의원          |      |
| 14대 | 송방용(宋邦鏞) | 2005년 4월~2007년 3월  | 제2·3·5(참)·10대 의원        |      |
| 15대 | 이철승(李哲承) | 2007년 4월~2009년 3월  | 제3·4·5(민)·8·9·10·12대 의원 |      |
| 16대 | 양정규(梁正圭) | 2009년 3월~2011년 3월  | 제7·9·12·14·15·16대 의원     |      |
| 17대 | 양정규(梁正圭) | 2011년 3월~2011년 10월 | 제7·9·12·14·15·16대 의원     |      |
| 17대 | 목요상(睦堯相) | 2012년 1월~2013년 3월  | 제11·12·15·16대 의원         | 보선 |
| 18대 | 목요상(睦堯相) | 2013년 3월~2015년 3월  | 제11·12·15·16대 의원         |      |
| 19대 | 신경식(辛卿植) | 2015년 3월~2017년 3월  | 제13·14·15·16대 의원         |      |
| 20대 | 유용태(劉容泰) | 2017년 3월~2019년 3월  | 제15·16대 의원               |      |
| 21대 | 유경현(柳瓊賢) | 2019년 3월~2021년 3월  | 제10·11·12대 의원            |      |
| 22대 | 김일윤(金一潤) | 2021년 3월~2023년 3월  | 제12·13·15·16·18대 의원      |      |
| 23대 | 정대철(鄭大哲) | 2023년 3월~2025년 3월  | 제9·10·13·14·16대 의원       |      |
| 24대 | 정대철(鄭大哲) | 2025년 3월~            | 제9·10·13·14·16대 의원       |      |

## 조직
최고 상위 기구로써 총회를 두고 있으며, 회장은 그 아래에 위치하고 있다. 회장을 보좌하기 위해 부회장이 6과 대변인을 둔다. 하부 기구로 원로회의, 고문, 이사회, 운영위원회, 감사가 있으며 취미활동·친목회, 정책연구위원회, 여성위원회, 복지위원회, 홍보편찬위원회, 시·도지회, 각대별국회의원회가 있다. 실무 조직으로는 사무처가 있고 총장과 차장 밑에 총무국·편집실을 둔다.